# John Ford Noonan
John Ford Noonan (* 7. Oktober 1943 in New York City, New York; † 16. Dezember 2018) war ein US-amerikanischer Schauspieler und Drehbuchautor.

## Leben
Noonan, älterer Bruder des Schauspielers Tom Noonan, besuchte die Brown University. Nach kurzer Tätigkeit als Lateinlehrer wandte er sich dem Schauspiel zu und wurde am American Conservatory Theater ausgebildet. Neben einem Studium am Carnegie Institute of Technology spielte er unter anderem in einigen kleineren Shakespeare-Produktionen. Er arbeitete in den 1960er Jahren auch als Stagehand, um finanziell über die Runden zu kommen. In dieser Zeit entdeckte er sein Talent als Drehbuchautor. Seinen Durchbruch als Autor hatte er 1969, als sein Stück The Year Boston Won the Pennant am Lincoln Center in New York uraufgeführt wurde. Bis Ende der 1980er Jahre hatte er bereits über 30 Bühnenstücke verfasst, darunter auch sein finanziell erfolgreichstes, A Couple White Chicks Sitting Around Talking.
Noonan war gelegentlich auch als Schauspieler in Film und Fernsehen zu sehen, darunter im für zwei Golden Globe Awards nominierten Drama Ein Haar in der Suppe neben Shelley Winters und Christopher Walken und der Komödie Flirting with Disaster – Ein Unheil kommt selten allein an der Seite von Ben Stiller und Patricia Arquette. Eine größere Nebenrolle hatte er als furchteinflößender Auto-Abschlepper John Pruitt in  Chris Columbus’ Filmdebüt Die Nacht der Abenteuer. Gelegentlich schrieb Noonan auch für das US-amerikanische Fernsehen. Für seine Mitarbeit an einem Episodendrehbuch für die Arztserie Chefarzt Dr. Westphall wurde er 1984 mit dem Primetime Emmy ausgezeichnet.

## Filmografie (Auswahl)

### Schauspiel
- 1976: Ein Haar in der Suppe (Next Stop, Greenwich Village)
- 1987: Die Nacht der Abenteuer (Adventures in Babysitting)
- 1996: Flirting with Disaster – Ein Unheil kommt selten allein (Flirting with Disaster)

### Drehbuch
- 1983–1984: Chefarzt Dr. Westphall (St. Elsewhere)
- 1984: Comedy Zone
- 1985: American Playhouse

## Theater (Auswahl)
- 1969: Year Boston Won the Pennant
- 1974: Where Do We Go From Here?
- 1980: A Couple White Chicks Sitting Around Talking
- 1982: Some Men Need Help
- 1993: Music from Down Hill

## Auszeichnungen
- 1984: Emmy-Award in der Kategorie Outstanding Writing in a Drama Series für Chefarzt Dr. Westphall